# Olszyny (Chrzanów)
Pour les articles homonymes, voir Olszyny.
Olszyny est un village de Pologne, situé dans la gmina de Babice, dans le Powiat de Chrzanów, dans la Voïvodie de Petite-Pologne dans le Sud de la Pologne.